# 莱顿诗墙

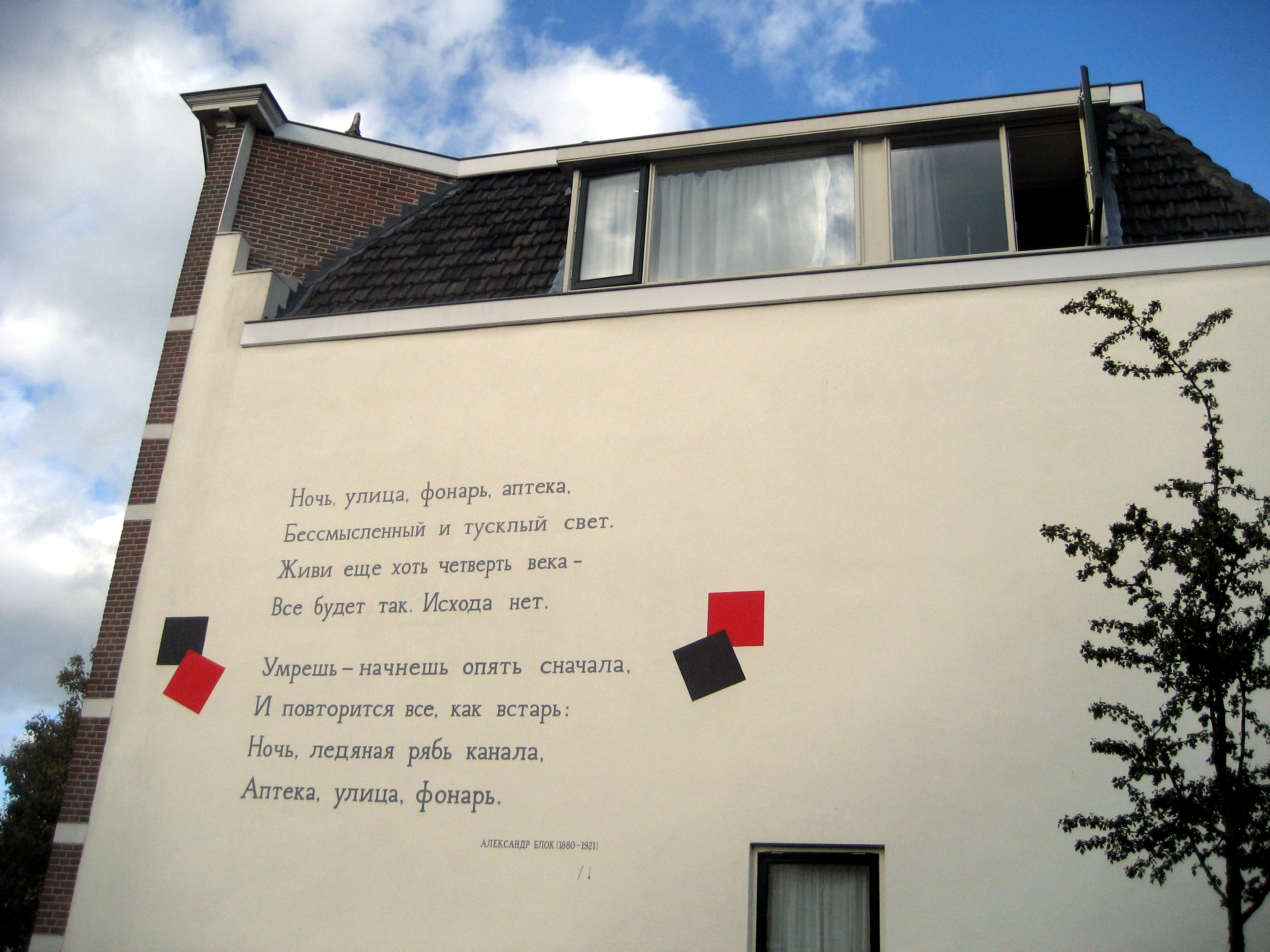
亚历山大·勃洛克的俄语诗歌

诗墙 (荷蘭語：Muurgedichten、Gedichten op muren或Dicht op de Muur；英语Wall Poems) 位于荷兰城市莱顿，在建筑物的外墙上，有110多首用不同语言写成的诗歌。

## 历史
诗墙项目部分由本·沃伦坎普和扬-威廉·布鲁因斯的私人的特根-贝尔德基金会资助，该项目的两位艺术家，和附加的资金来自几家公司和莱顿市。1992年，以玛琳娜·茨维塔耶娃的一首俄语诗歌开始，2005年，以费德里戈·加西亚·洛尔卡的西班牙语诗歌《德普罗文迪斯》（De Profundis）（暂时）结束。其他诗人包括E·E·卡明斯、朗斯顿·休斯、简·汉洛、杜甫、路易斯·奥利弗、巴勃罗·聂鲁达、莱纳·玛利亚·里尔克、威廉·莎士比亚和威廉·巴特勒·叶芝，以及当地作家皮埃特·帕尔特詹斯和J.C.布卢姆。该系列中较晦涩的诗作之一，是用布吉語，写在荷兰皇家东南亚和加勒比研究所附近的运河墙上；它和许多其他诗歌一样，附有荷兰语和英语的翻译说明牌。

## 指南
网上有诗墙指南帮助步行游览莱顿的游客，有101首诗中的25首。前43首诗被收录进马林·范德韦杰（Marleen van der Weij）的Dicht op de muur: gedichten in Leiden一书中，其余的诗收进于2005年出版的第二卷中。

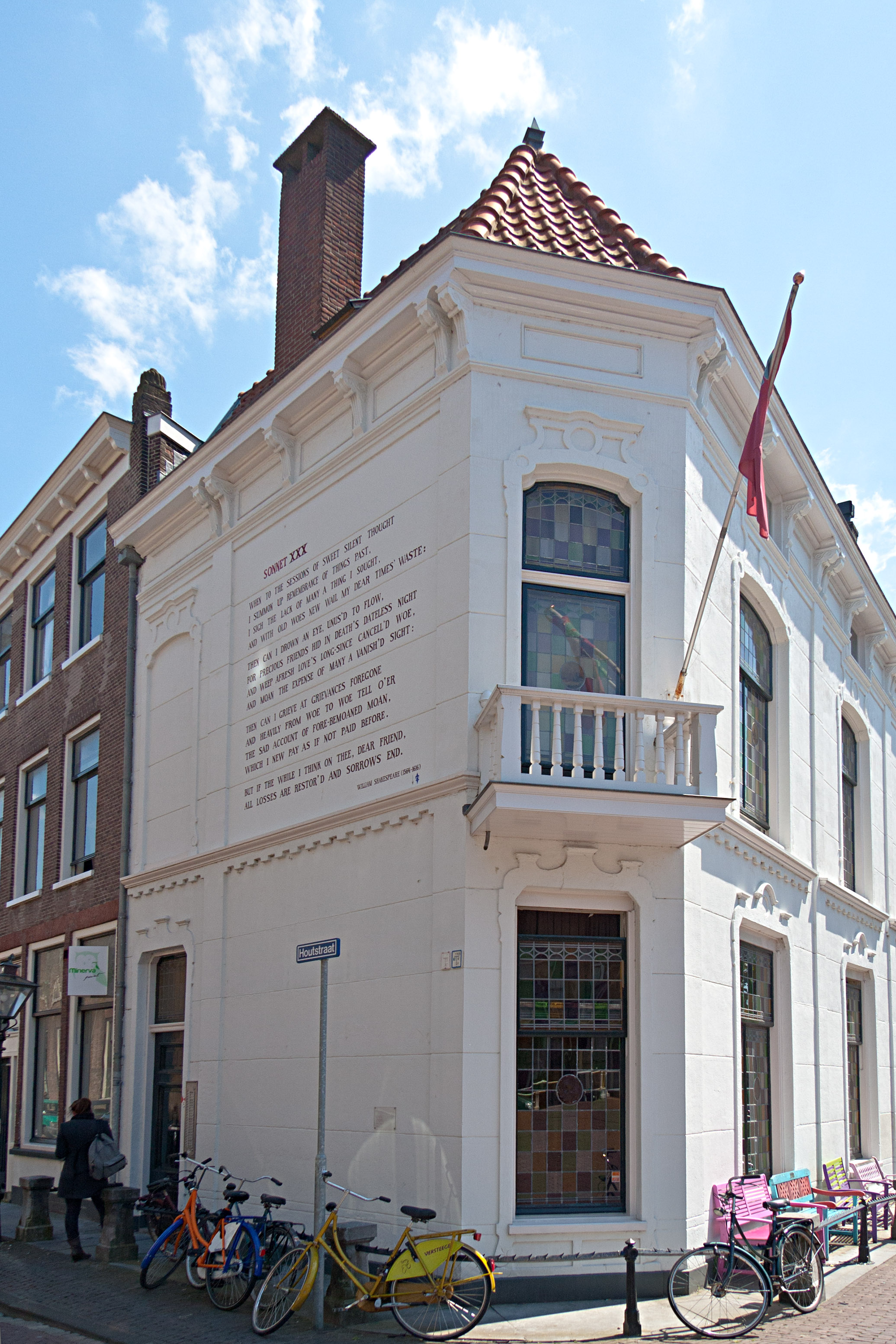
威廉·莎士比亚
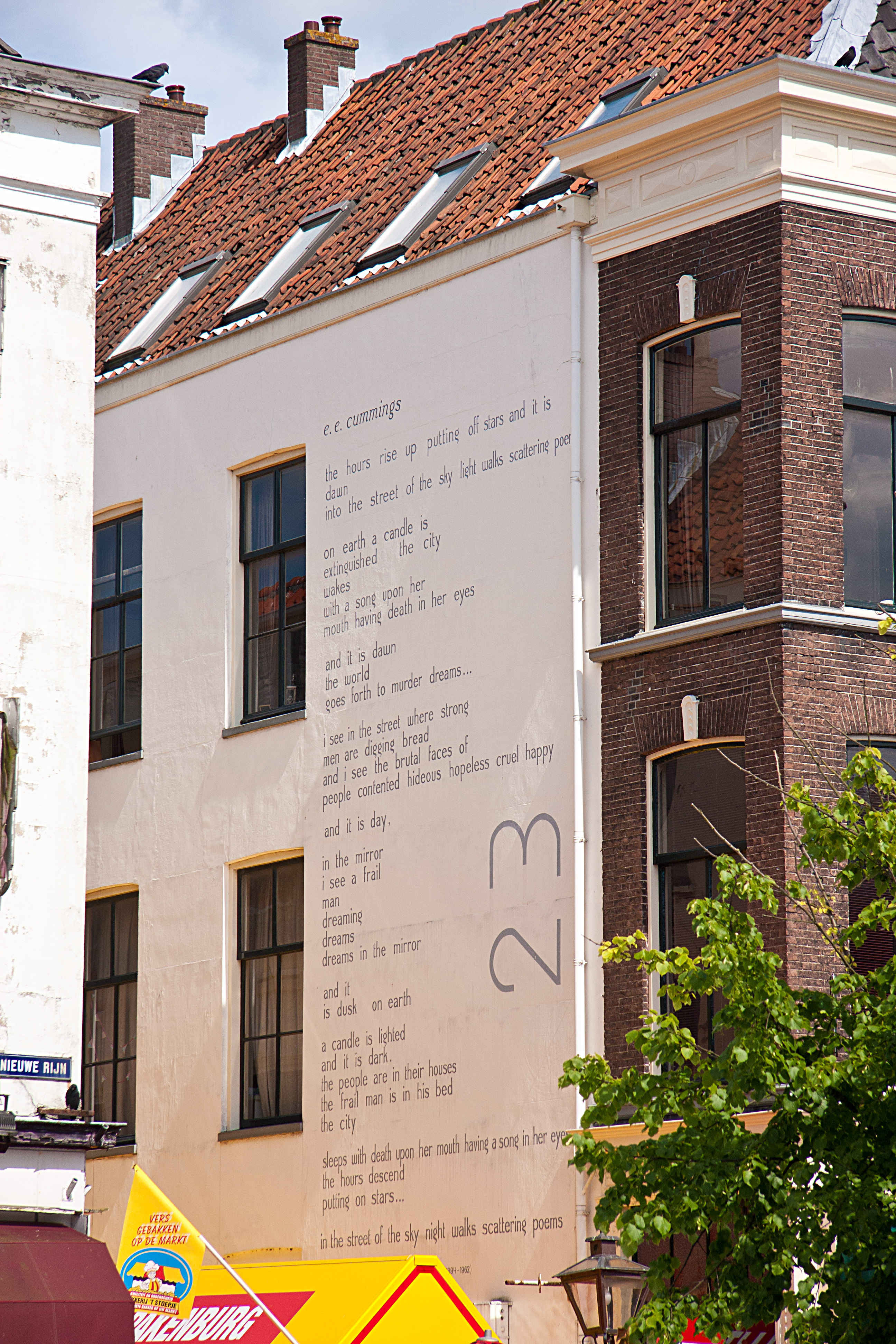
E·E·卡明斯
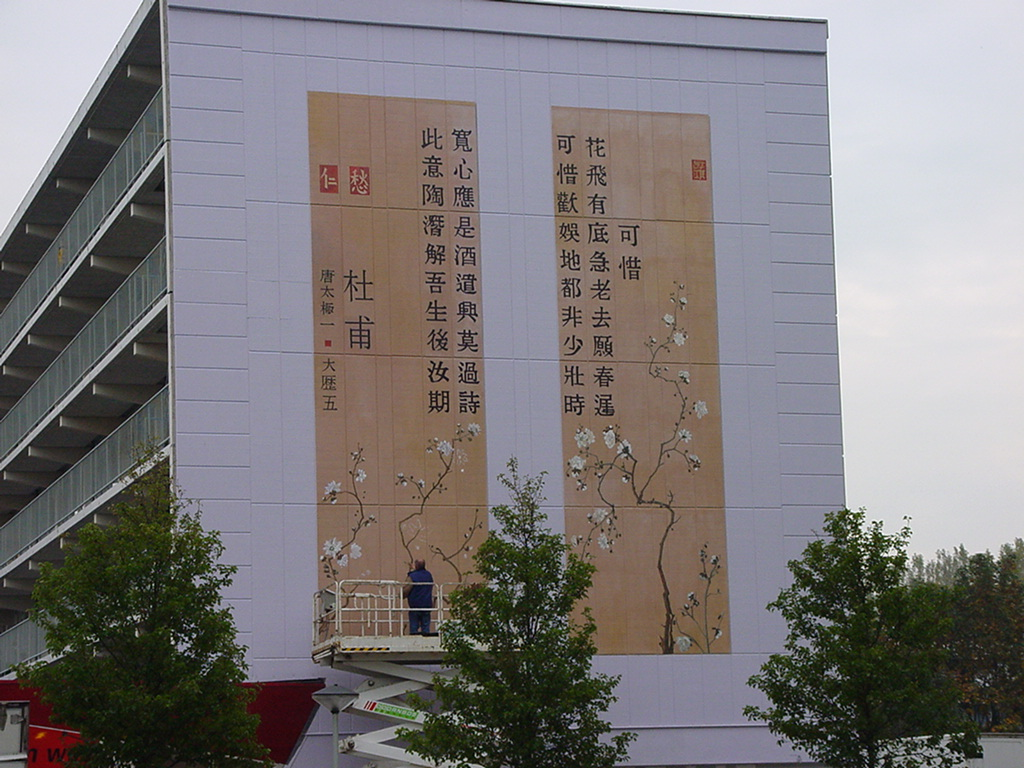
杜甫
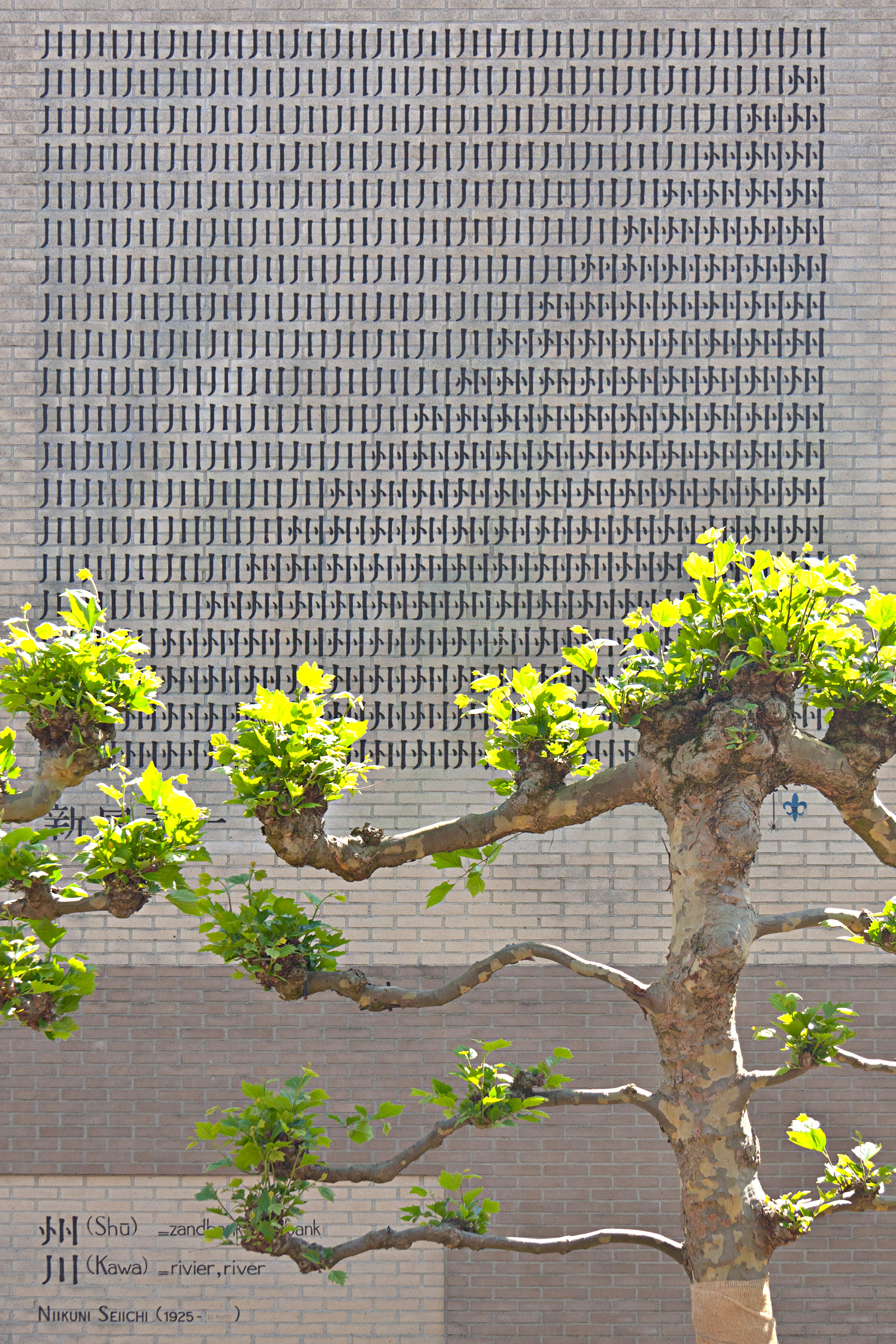
新国诚一
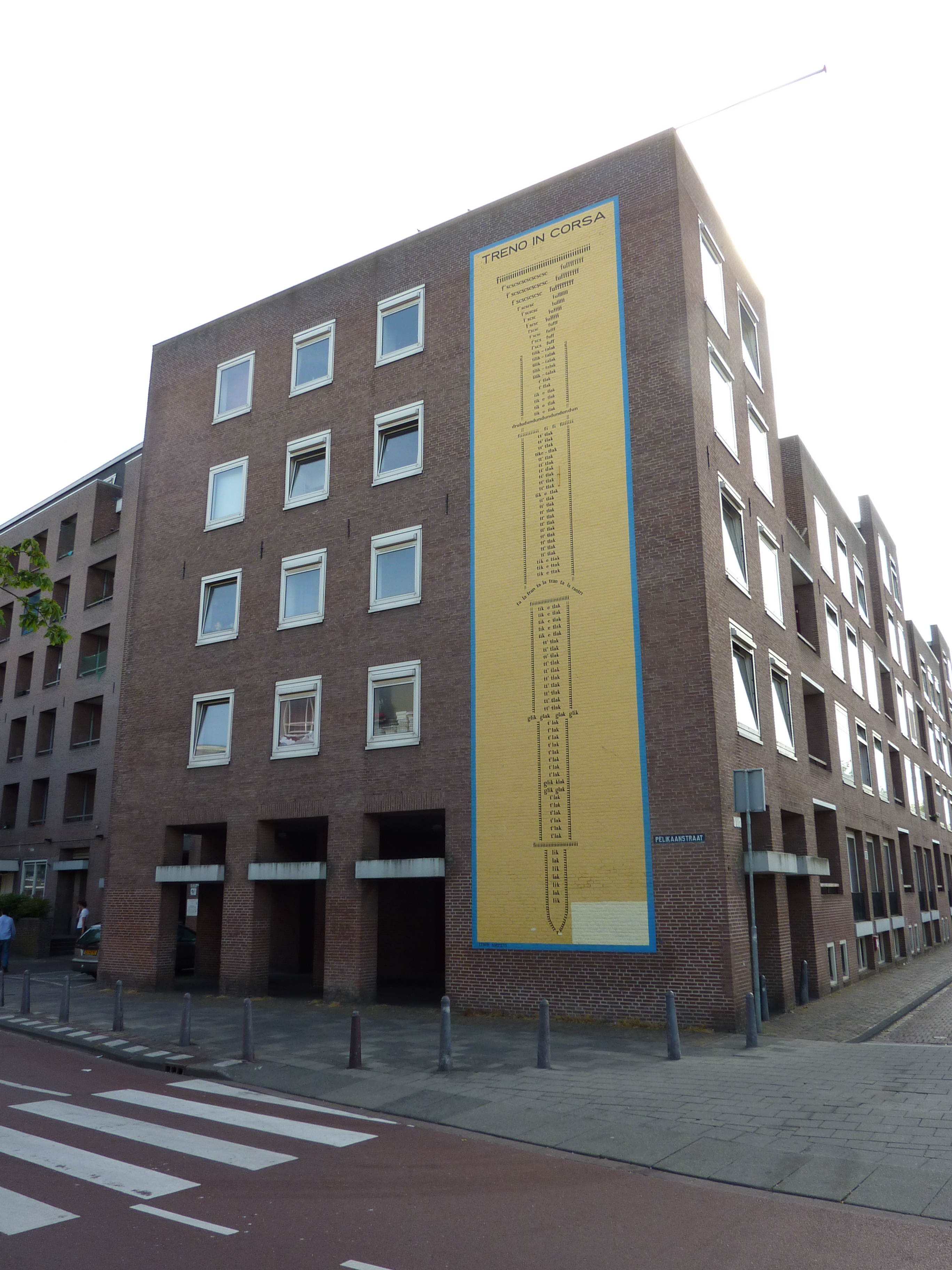
切萨雷·西蒙内蒂
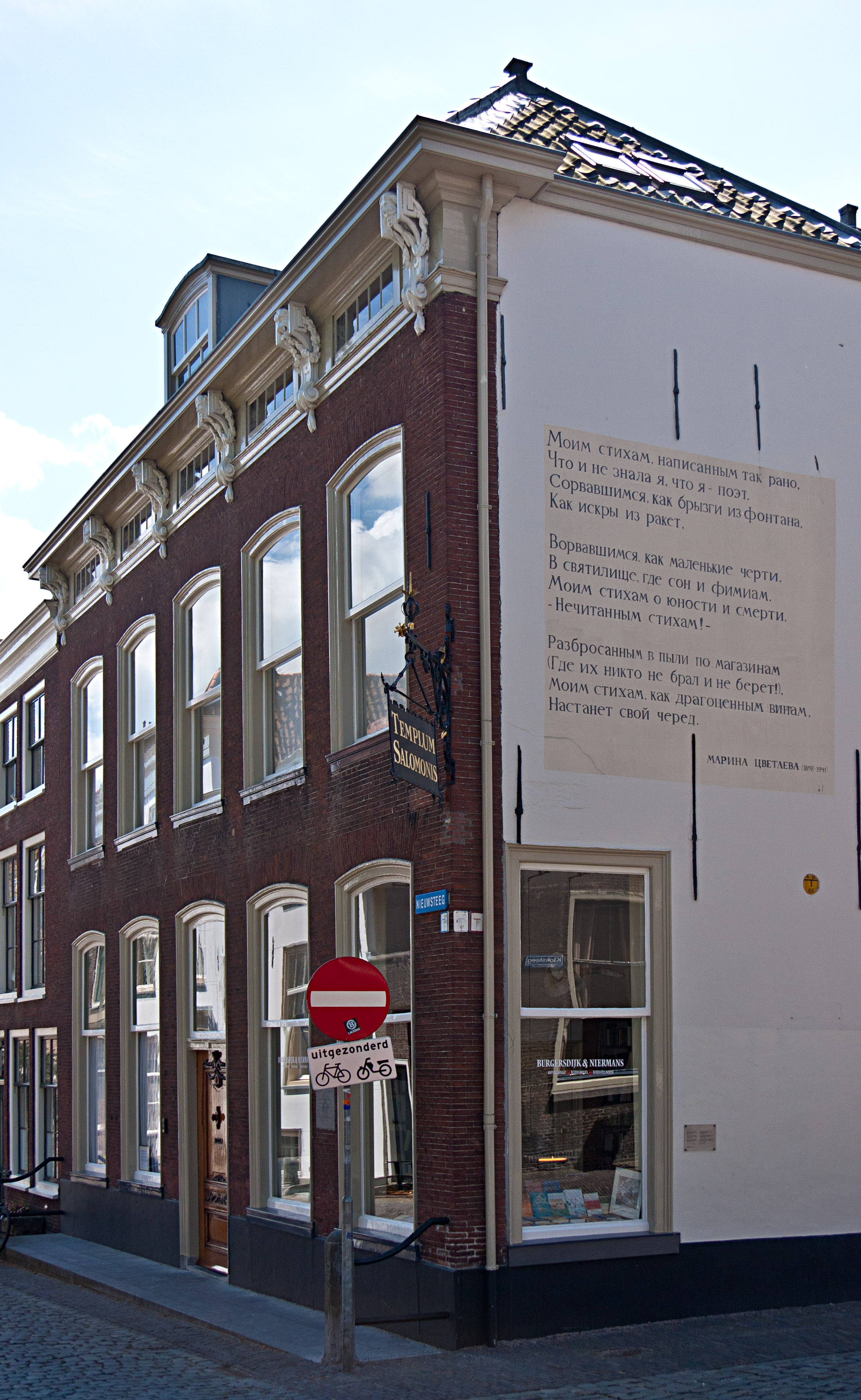
玛琳娜·茨维塔耶娃
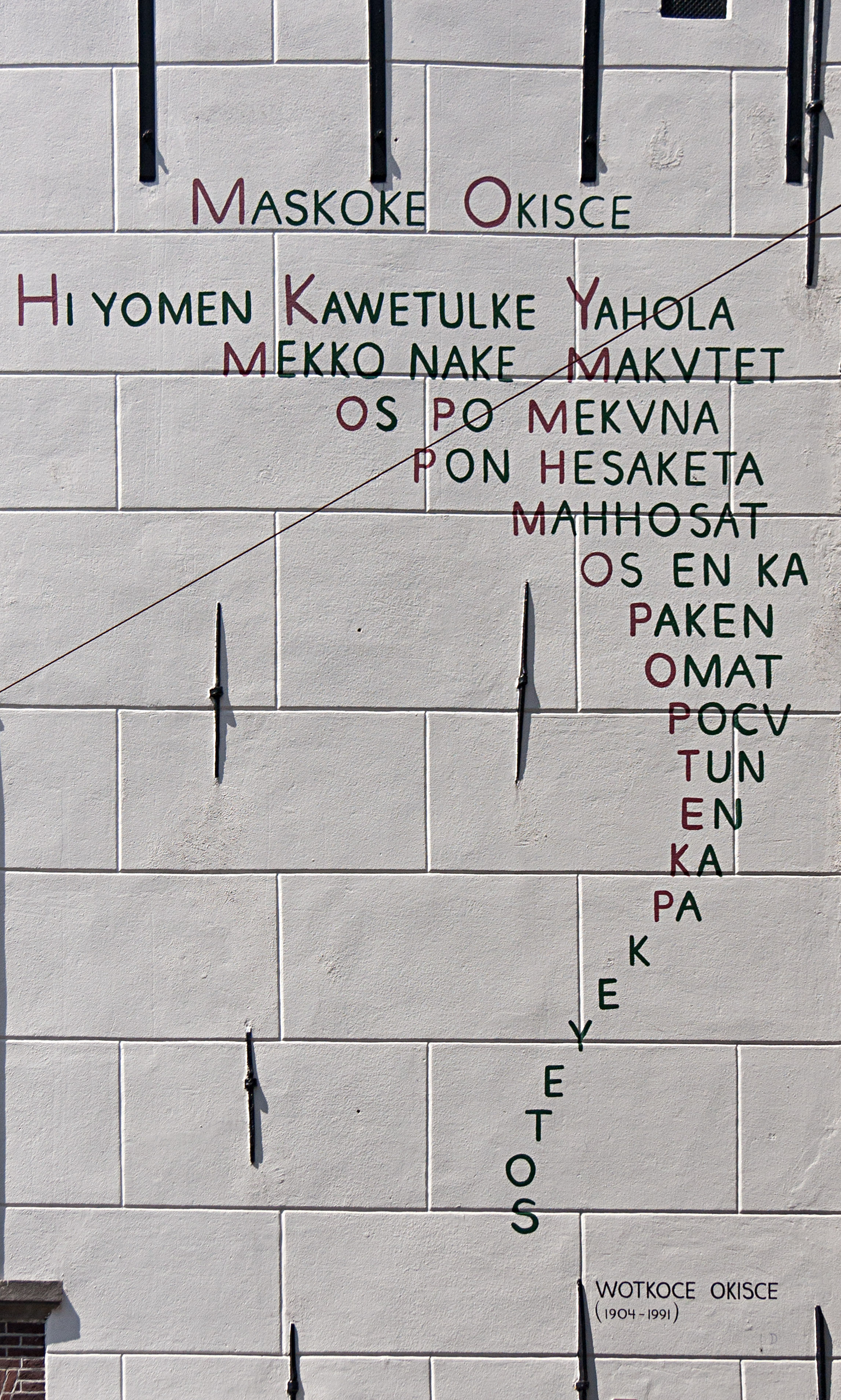
路易斯·奥利弗
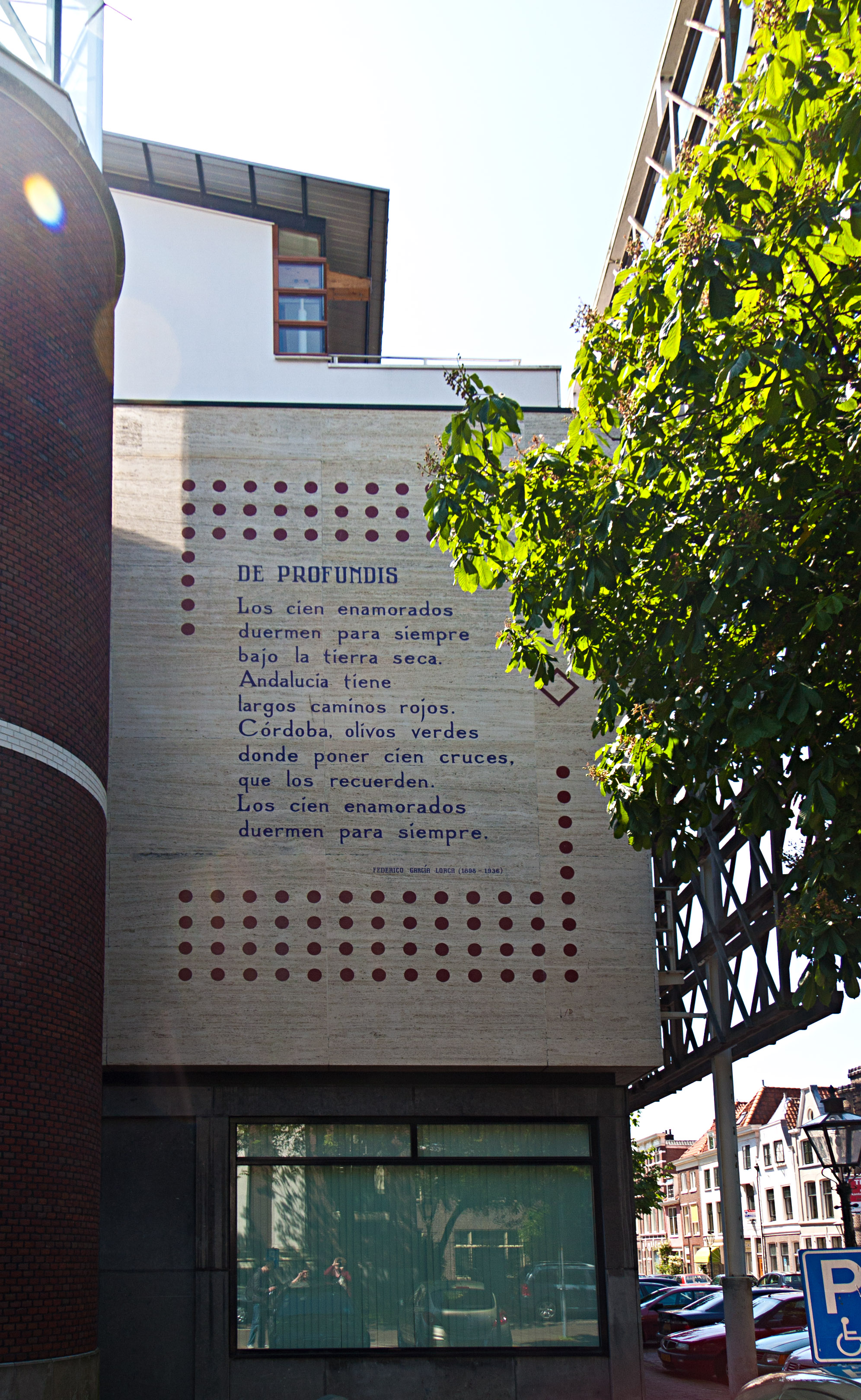
费德里戈·加西亚·洛尔卡
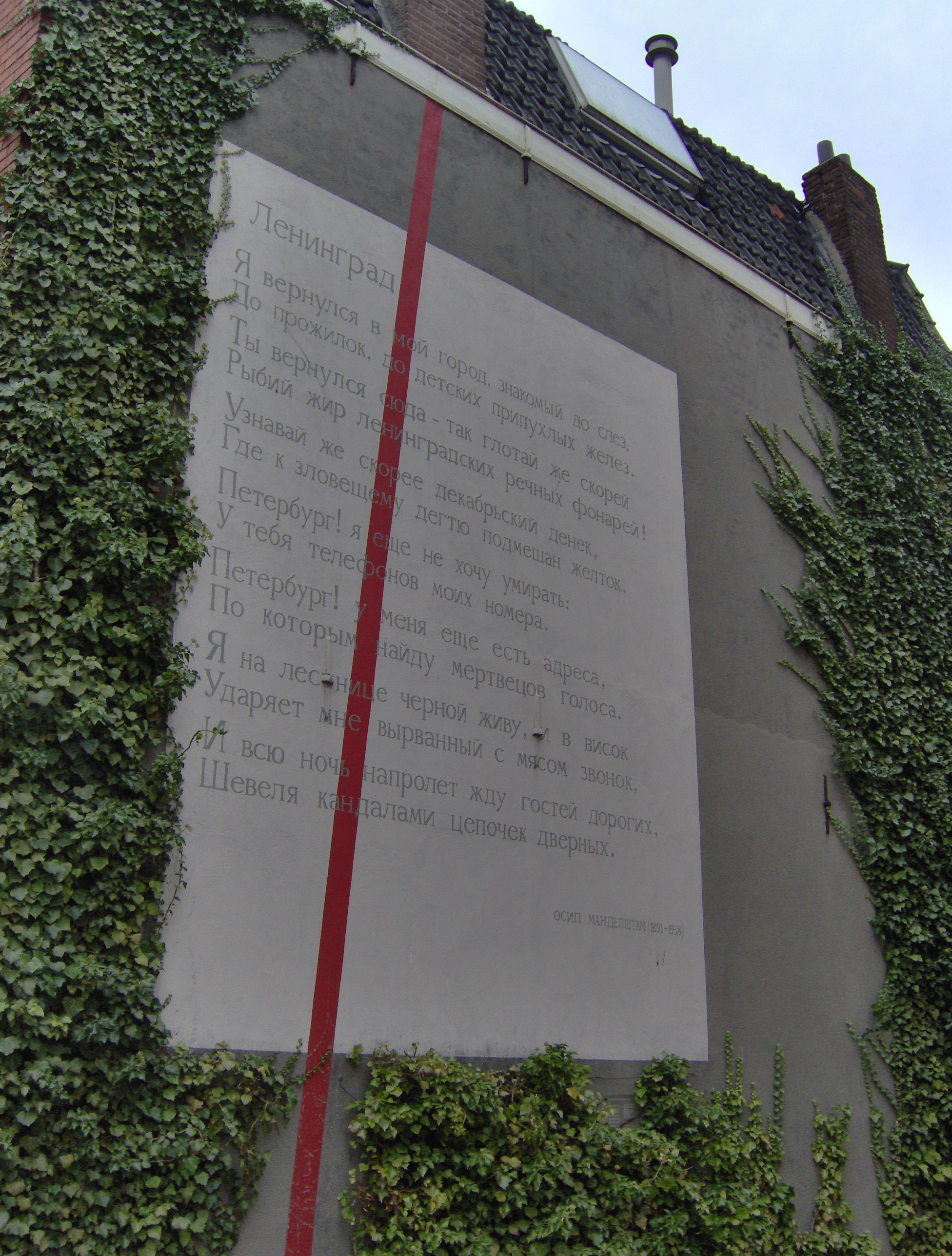
奥西普·曼德尔施塔姆
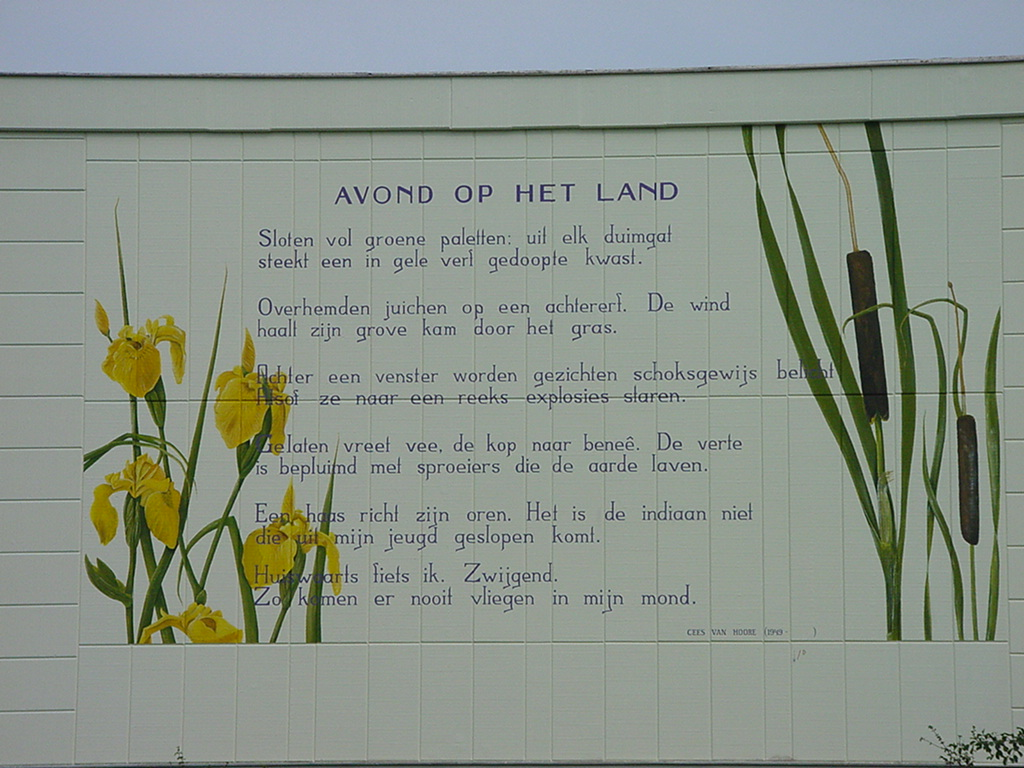
塞斯·范胡尔
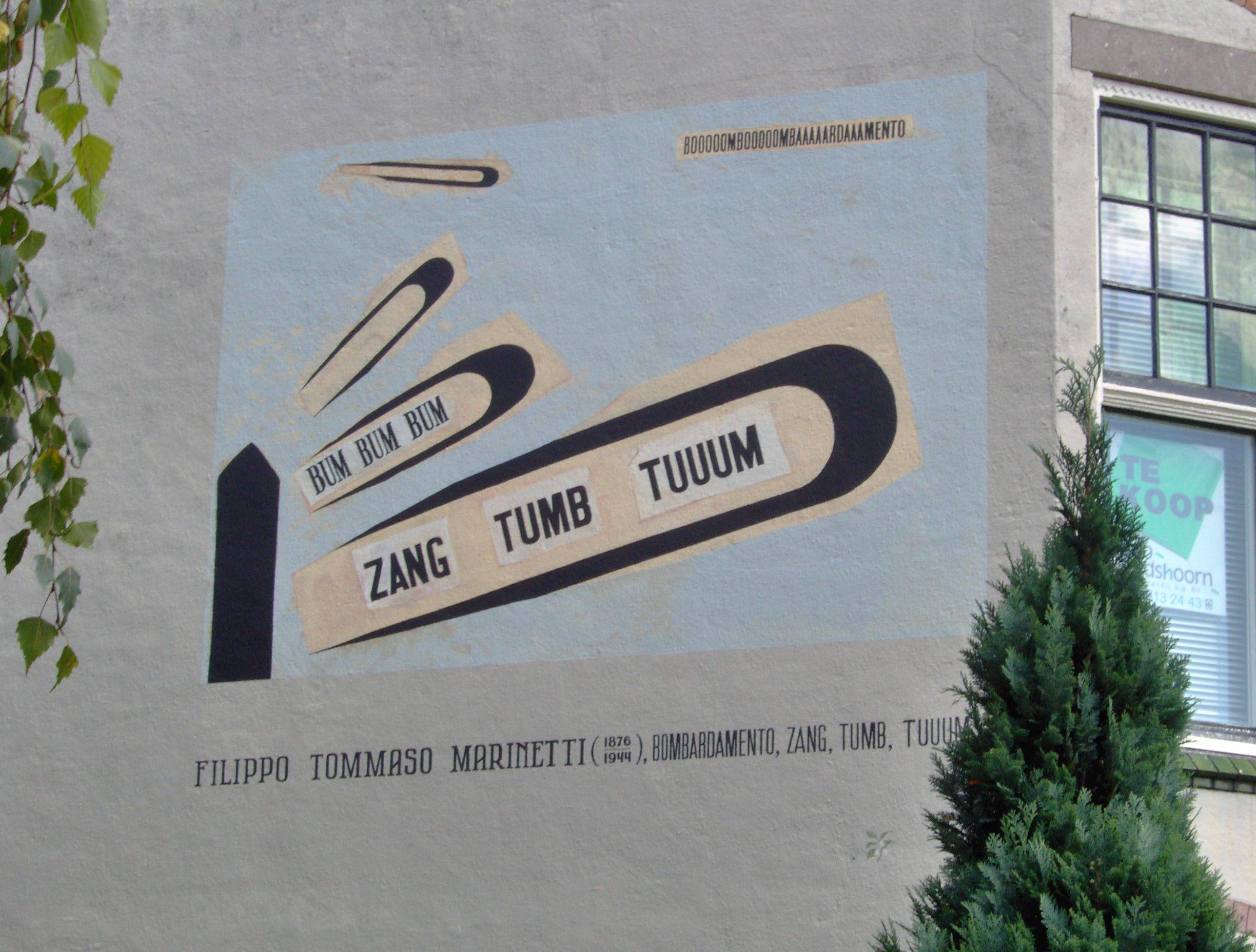
菲利波·托马索·马里内蒂
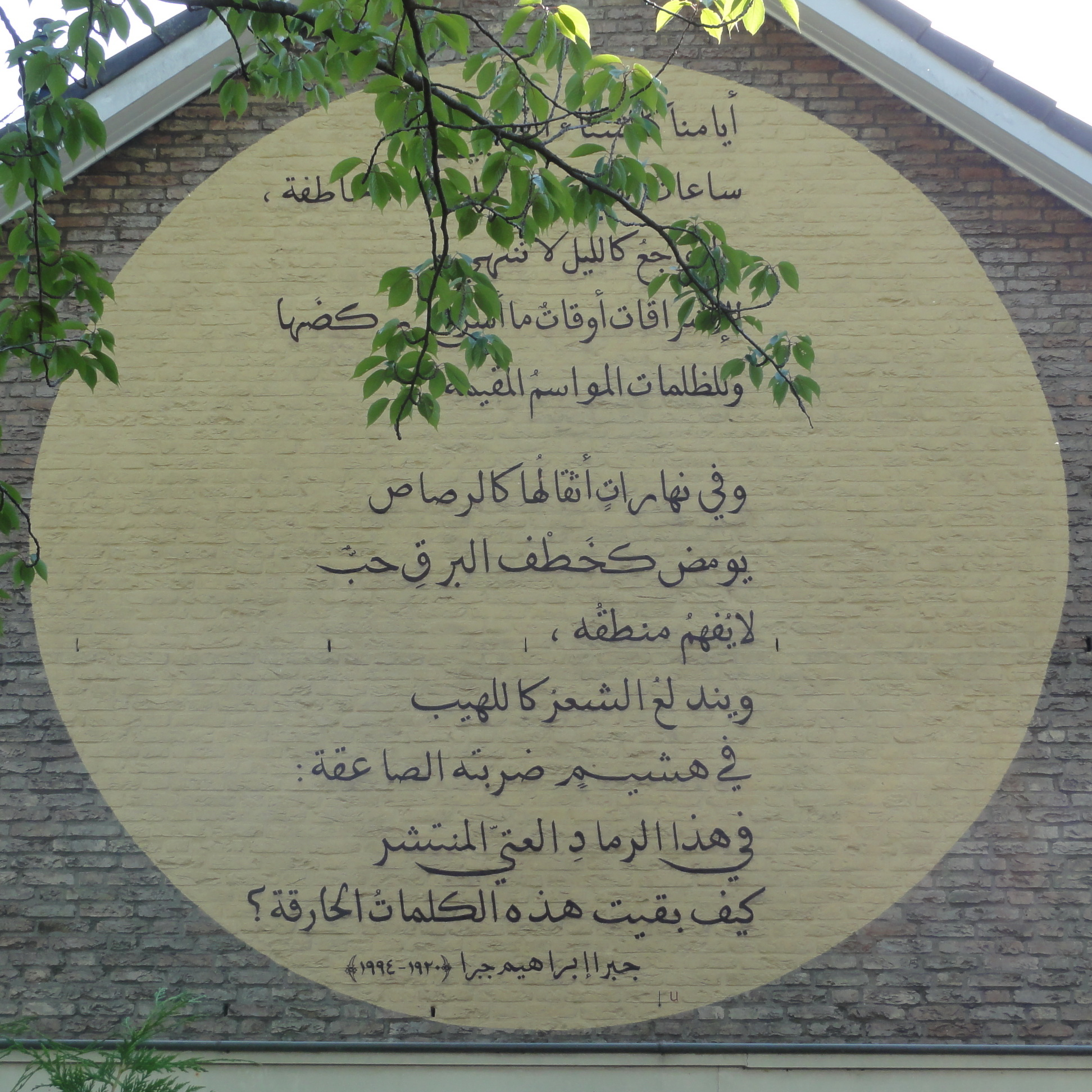
贾布拉·易卜拉欣·贾布拉
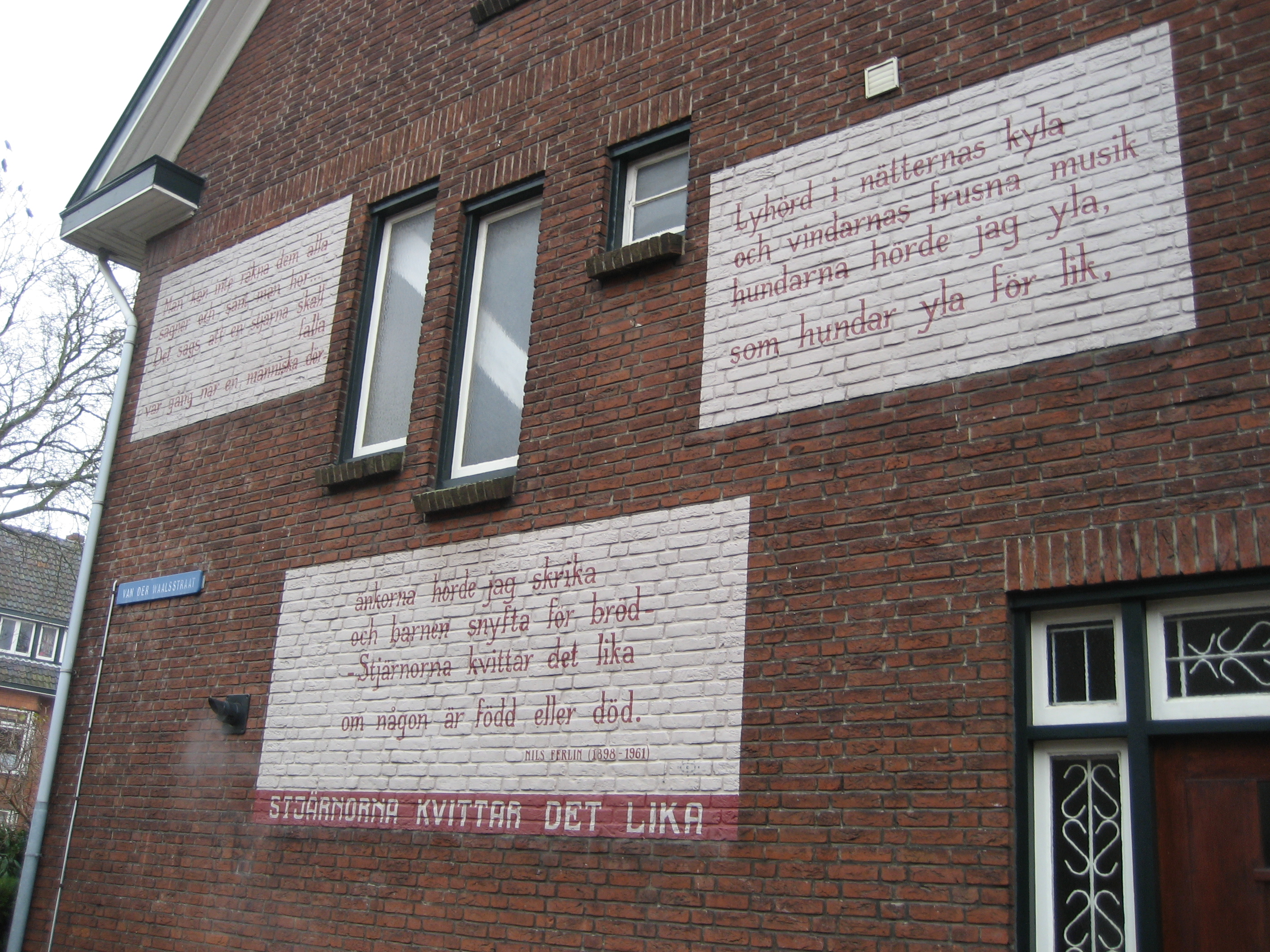
尼尔斯·费林
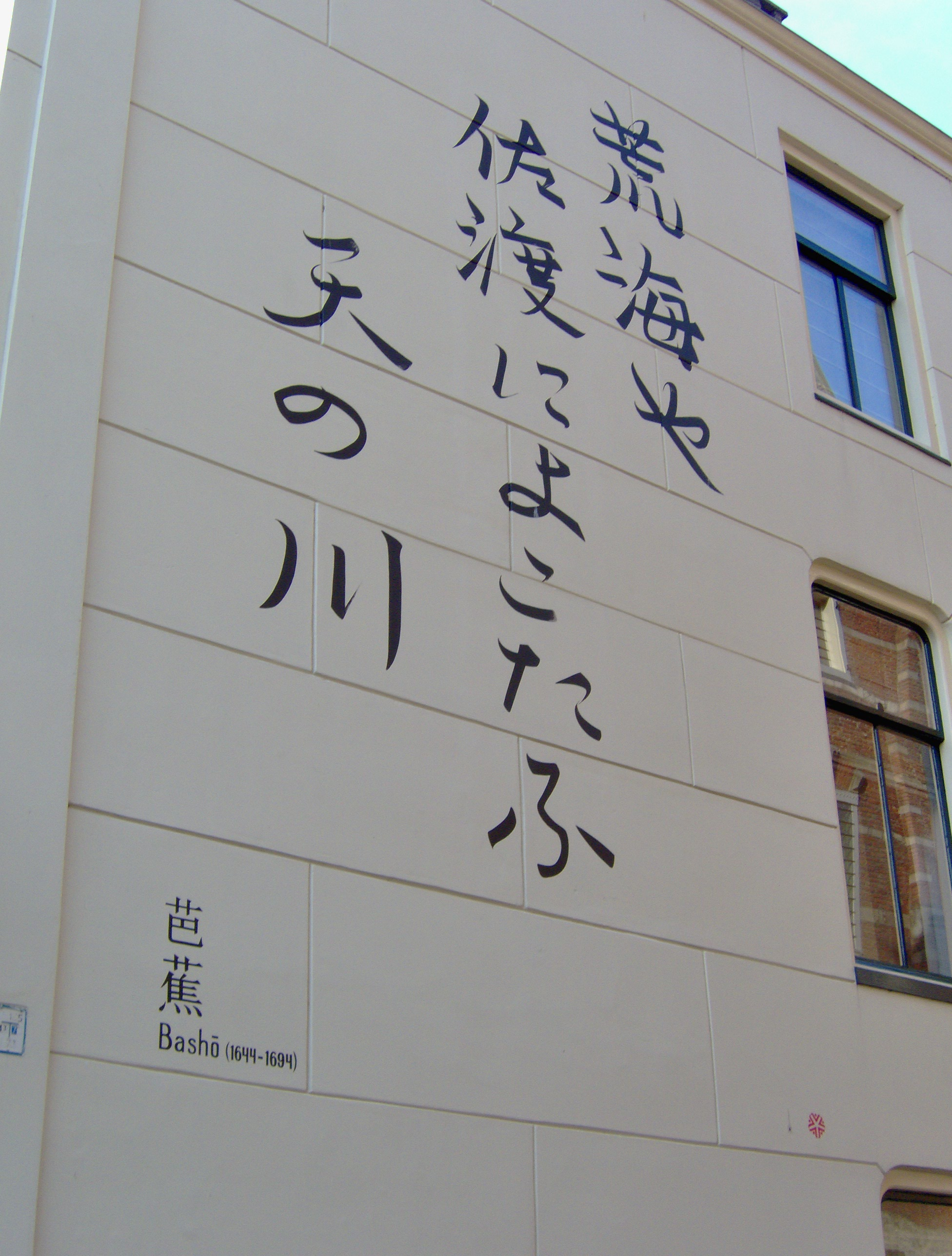
松尾芭蕉
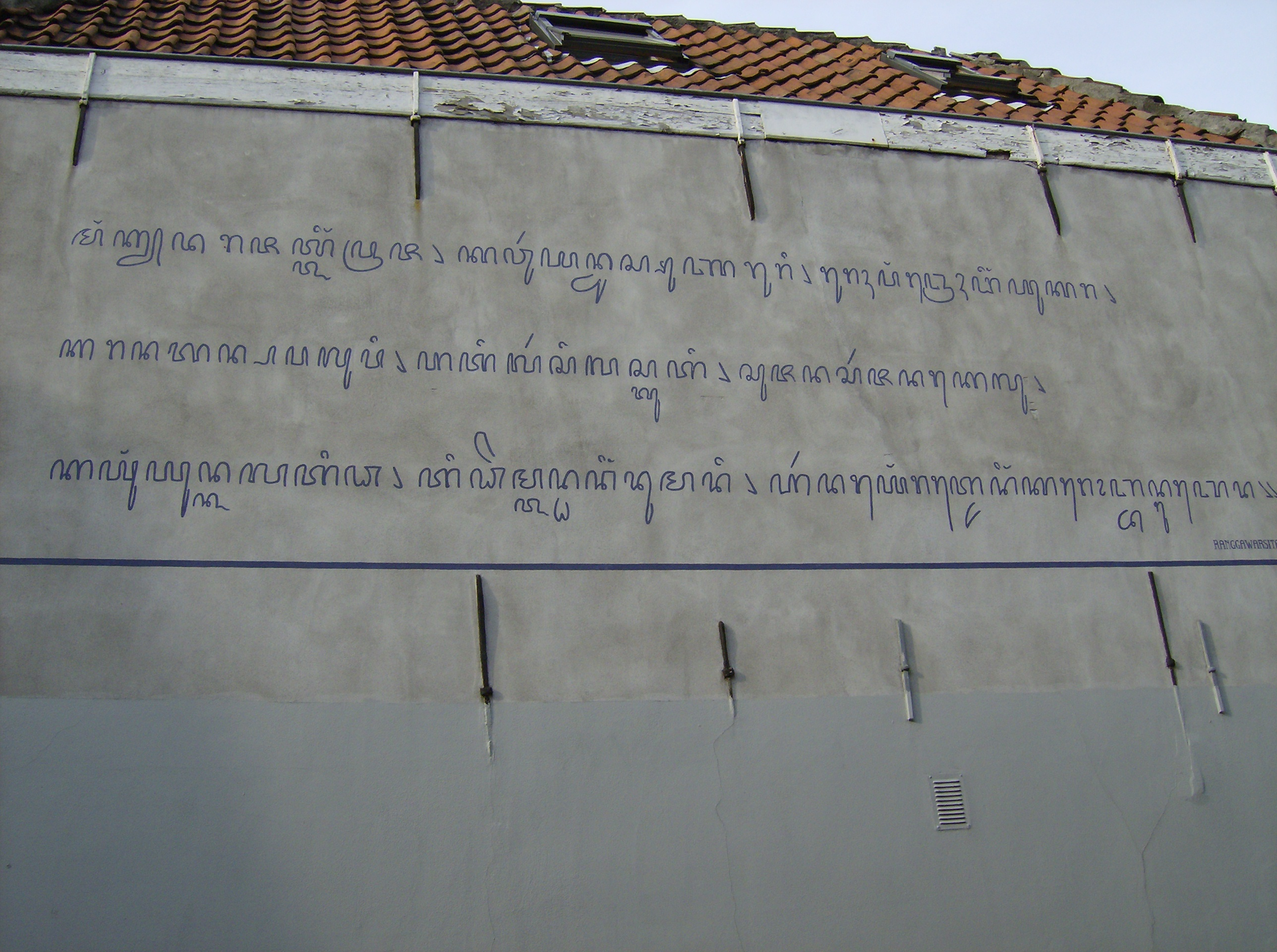
塞拉特·卡拉蒂达

## 影响

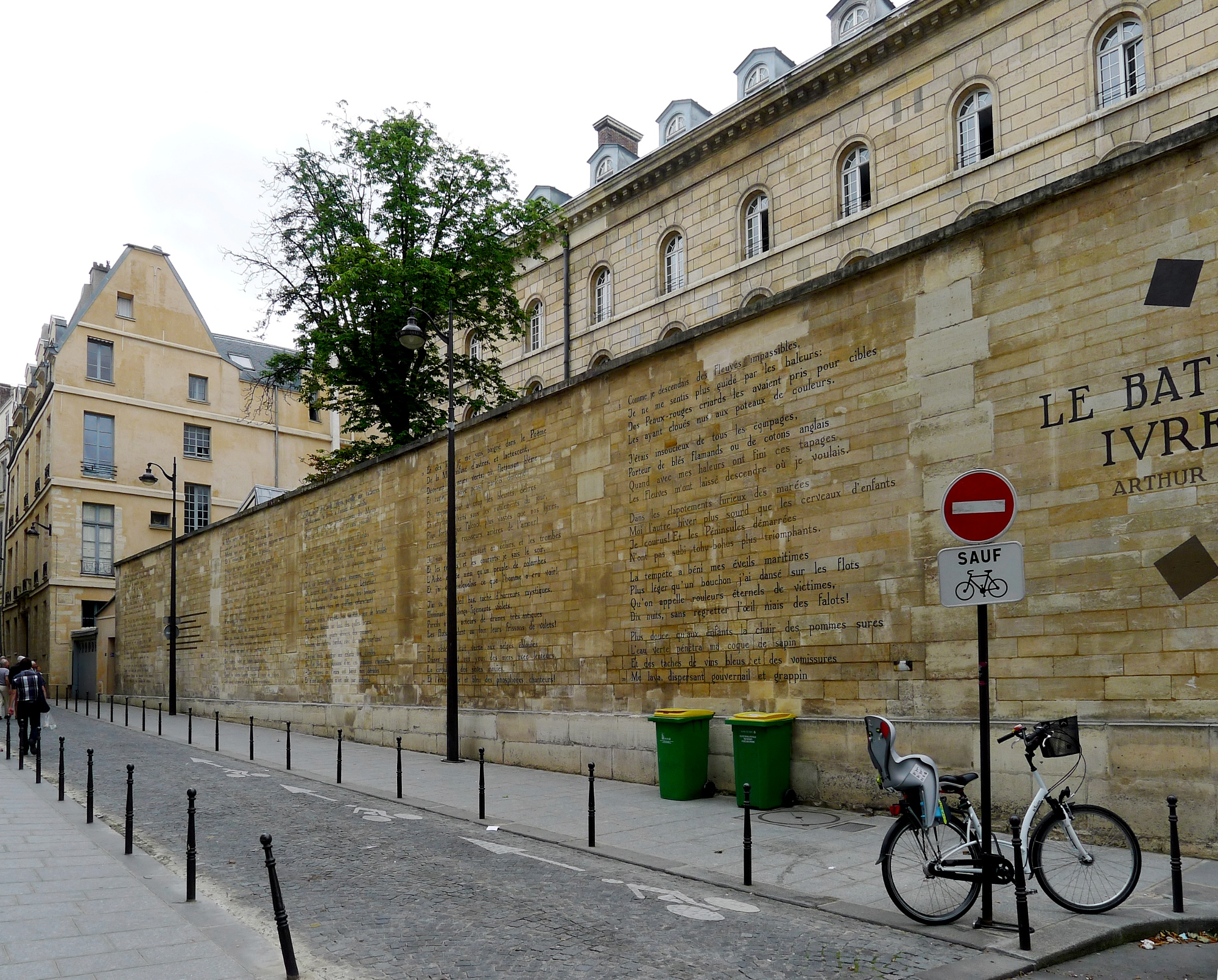
巴黎墙上的《醉舟》

由于莱顿诗墙的成功，荷兰其他几个城市也绘制了诗墙。 2004年，荷兰驻保加利亚大使馆在索非亚发起了一个类似的项目， 2012年，特根-贝尔德基金会与国际兰波之友协会合作，把阿蒂尔·兰波的诗《醉舟》（Le Bateau ivre）绘制在巴黎第六区的政府大楼上。2012年，亨德里克·马斯曼的一首诗也被绘制在柏林的一面墙上。

## 出版物
- Marleen van der Weij: Dicht op de muur. Gedichten in Leiden. Gemeente Leiden, Dienst Bouwen en Wonen, 1996年. ISBN 9080139580 (2nd ed.: 1996, 3rd ed.: 1997). 6th, rev. ed.: Burgersdijk & Niermans, Leiden, 2000. ISBN 9075089082 [前43首诗].
- Marleen van der Weij: Dicht op de muur 2. Gedichten in Leiden. Burgersdijk & Niermans, Leiden, 2005年. ISBN 9075089112 [第44-101首诗]